# Kourtney Kardashian

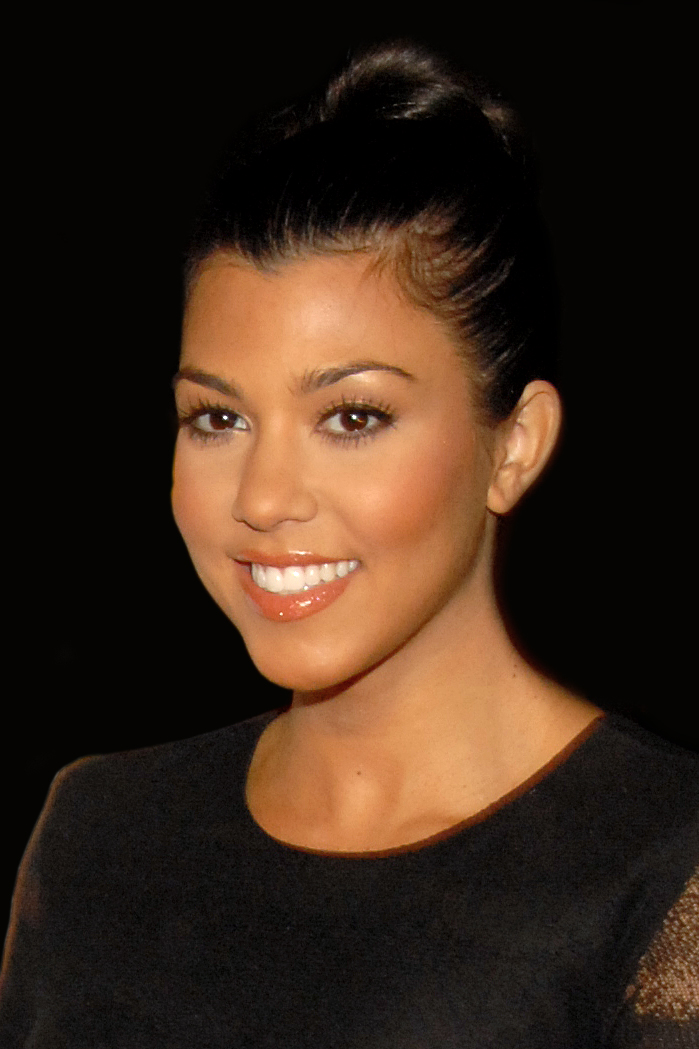
Kourtney Kardashian (2009)

Kourtney Mary Kardashian Barker (* 18. April 1979 in Los Angeles, Kalifornien) ist eine Reality-Soap-Teilnehmerin und Unternehmerin aus den Vereinigten Staaten. Sie ist zudem noch die älteste Schwester von Kim Kardashian, Khloe Kardashian, Rob Kardashian, Kendall Jenner und Kylie Jenner.

## Leben
Kardashian ist seitens ihres Vaters Robert Kardashian armenischer sowie seitens ihrer Mutter Kris Jenner europäischer Abstammung. Ihr Vater, der 2003 verstorbene Prominenten-Anwalt Robert Kardashian, war ein enger Vertrauter von O. J. Simpson und Mitglied im Verteidiger-Team bei dessen Strafprozess. Ihre Stiefmutter ist Caitlyn Jenner, Gewinnerin der Goldmedaille im Zehnkampf bei den Olympischen Sommerspielen 1976 in Montreal.
Bekannt wurde Kardashian durch die seit 2007 produzierte Familien-Reality-Soap Keeping Up with the Kardashians, an der auch ihre Mutter Kris Jenner und Stiefmutter Caitlyn Jenner sowie ihre Geschwister Khloé, Kim und Robert Kardashian und ihre Halbschwestern Kendall und Kylie Jenner teilnahmen. Prominenz erlangte sie auch durch die Spin-off-Serien Kourtney and Khloé take Miami und Kourtney and Kim Take New York. Im September 2012 begannen sie und ihre jüngere Schwester Kim eine neue Spin-off-Serie namens Kourtney and Kim Take Miami, welche ab Januar 2013 ausgestrahlt wurde. Ebenfalls werden wieder ihre Mutter Kris Jenner und ihre Schwester Khloé Kardashian vorkommen. Gemeinsam mit ihren Schwestern Kim und Khloé betreibt Kourtney Kardashian die Modeboutique-Kette D-A-S-H und brachte eine Modekollektion namens „Kardashian Kollection“ auf den Markt.

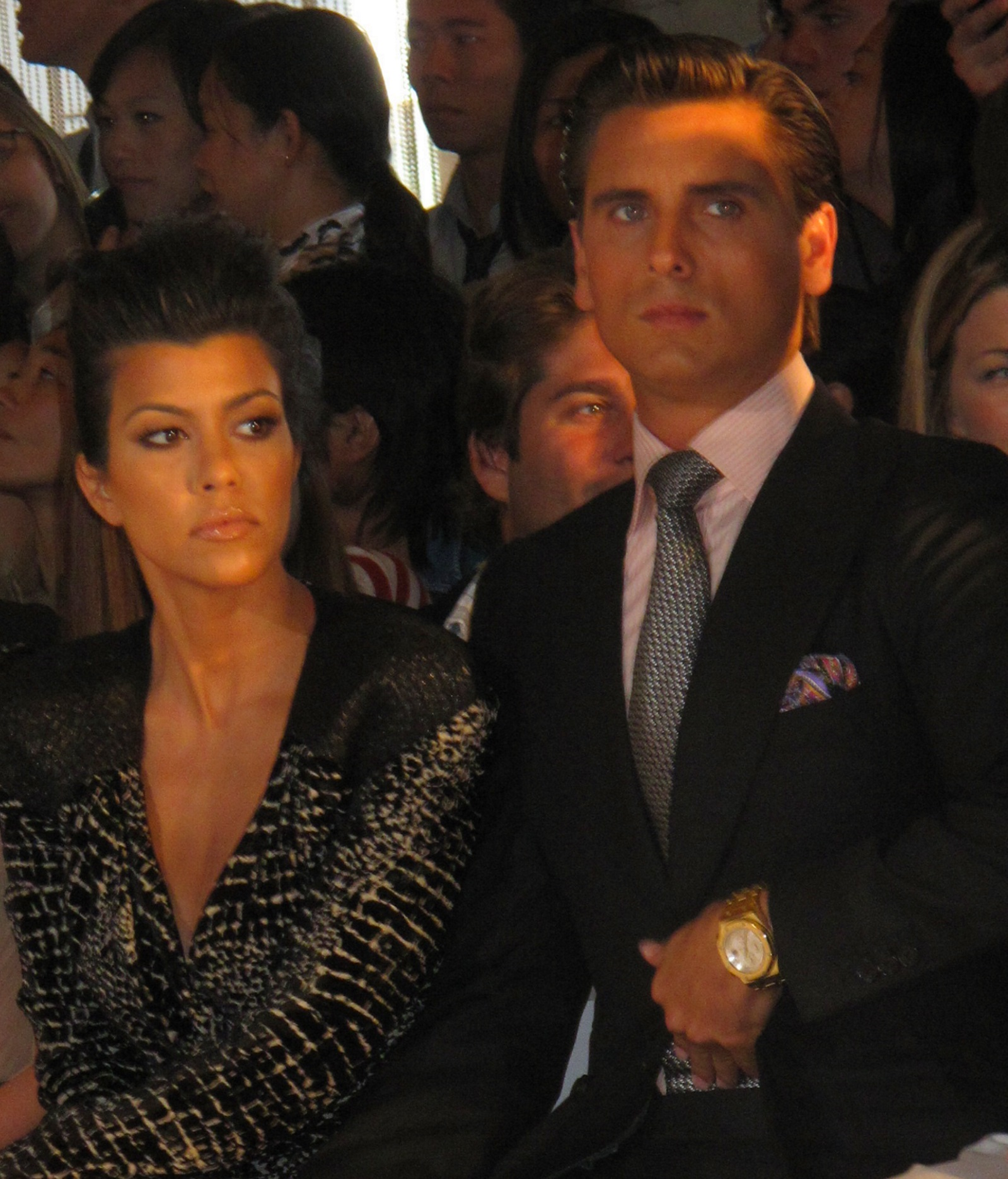
Kourtney Kardashian und Scott Disick (2010).

 Seit 2006 war Kardashian mit dem Model und Reality-TV-Darsteller Scott Disick liiert, das Paar trennte sich im Sommer 2015. Sie haben drei gemeinsame Kinder, zwei Söhne Mason Dash Disick (* 2009), Reign Aston Disick (* 2014) und eine Tochter Penelope Scotland Disick (* 2012).
Kourtney hat ihre eigenen Fruchtgummis mit dem Titel Lemme veröffentlicht. Diese gibt es in vielen Varianten. Seit Anfang des Jahres 2020 ist Kourtney Kardashian mit dem Musikproduzenten und Blink-182-Drummer Travis Barker in einer Beziehung. Am 17. Oktober 2021 verlobten sie sich. Travis ist auch in der neuen Show The Kardashians zu sehen. Das Paar heiratete am 3. April 2022 inoffiziell in Las Vegas, anschließend gab es eine offizielle Trauung – mit Heiratsurkunde – in Santa Barbara, Kalifornien. Die Hochzeit fand in der Burg Castello Brown Portofino, in Italien statt und wurde von Dolce & Gabbana ausgestattet. Am 1. November 2023 wurde ihr gemeinsamer Sohn geboren.

## Filmografie
- 2001: Liebe, Lüge, Leidenschaft (Fernsehserie, 1. Folge)
- 2005: Filthy Rich: Cattle Drive (Fernsehserie)
- 2007–2021: Keeping Up with the Kardashians (Realityshow)
- 2009–2012: Kourtney & Khloé Take Miami (Spin-Off Realityshow)
- 2011: Kourtney & Kim Take New York (Spin-Off Realityshow)
- 2012: Khloé & Lamar (Fernsehserie)
- 2014: Kourtney & Khloé Take The Hamptons (Fernsehserie)
- 2021: Einer wie keiner (He’s All That)
- seit 2022: The Kardashians